# Duque de Esparta
Duque de Esparta ( grego : Δοὺξ τῆς Σπάρτης; transl. Doúx tí̱s Spárti̱s ) ( grego moderno : Δούκας της Σπάρτης; transl. Doúkas ti̱s Spárti̱s ) foi um título instituído em 1868 para designar o Príncipe Herdeiro do trono do Reino da Grécia. Seu estatuto jurídico era excepcional, já que a constituição grega proibia a concessão ou a aceitação de títulos de nobreza por parte dos cidadãos gregos. Por isso, foi usado principalmente no exterior, embora também em uso não-oficial na Grécia.
Em 1868, quando o Príncipe Constantino (mais tarde Rei como Constantino I) nasceu, o Rei Jorge I baixou um decreto segundo o qual Constantino, bem como qualquer futuro Herdeiro da Coroa Grega, receberia o título de "Duque de Esparta". No entanto, este decreto era contrário à Constituição grega, já que títulos de nobreza nunca existiram na Grécia e a constituição grega expressamente os proibia.
Isso levou a um debate tempestuoso no Parlamento, mas o governo do dia apoiou o Rei no argumento de que o dispositivo constitucional não se aplica aos membros da Família Real, mesmo que em seu texto não fizesse nenhuma distinção.
O decreto foi finalmente aprovado pelo Parlamento, mas o uso do título de "Duque de Esparta" na  Grécia mais tarde caiu em desuso. No entanto, o Príncipe herdeiro Constantino era conhecido como "Sua Alteza Real, o Duque de Esparta" na cena internacional desde o seu nascimento até sua ascensão em 1913.
Isto novamente levou à incompreensão de diversas publicações respeitáveis de que o título de "Duque de Esparta" era sinônimo de "Príncipe da Grécia", e o título teve, assim, que voltar a tona de vez em quando, mas nenhum dos sucessivos Príncipes herdeiros da Grécia foram, oficialmente, assim  denominados no país.
O termo Diádoco (literalmente, "herdeiro"), e não tem qualquer conotação de um título de nobreza, tem sido historicamente empregado para designar a posição do Príncipe em seu lugar na Grécia.
Os Príncipes gregos que detiveram o título de Duque de Esparta foram:
- Constantino I da Grécia entre 1884 e 1913.
- Jorge II da Grécia entre 1913 e 1917 e novamente entre 1920 e 1922.
- Constantino II da Grécia entre 1947 e 1964.
- Paulo da Grécia desde 1967.

## Brasão e bandeira
|  |  |